# Pfarrkirche St. Georgen unter Straßburg

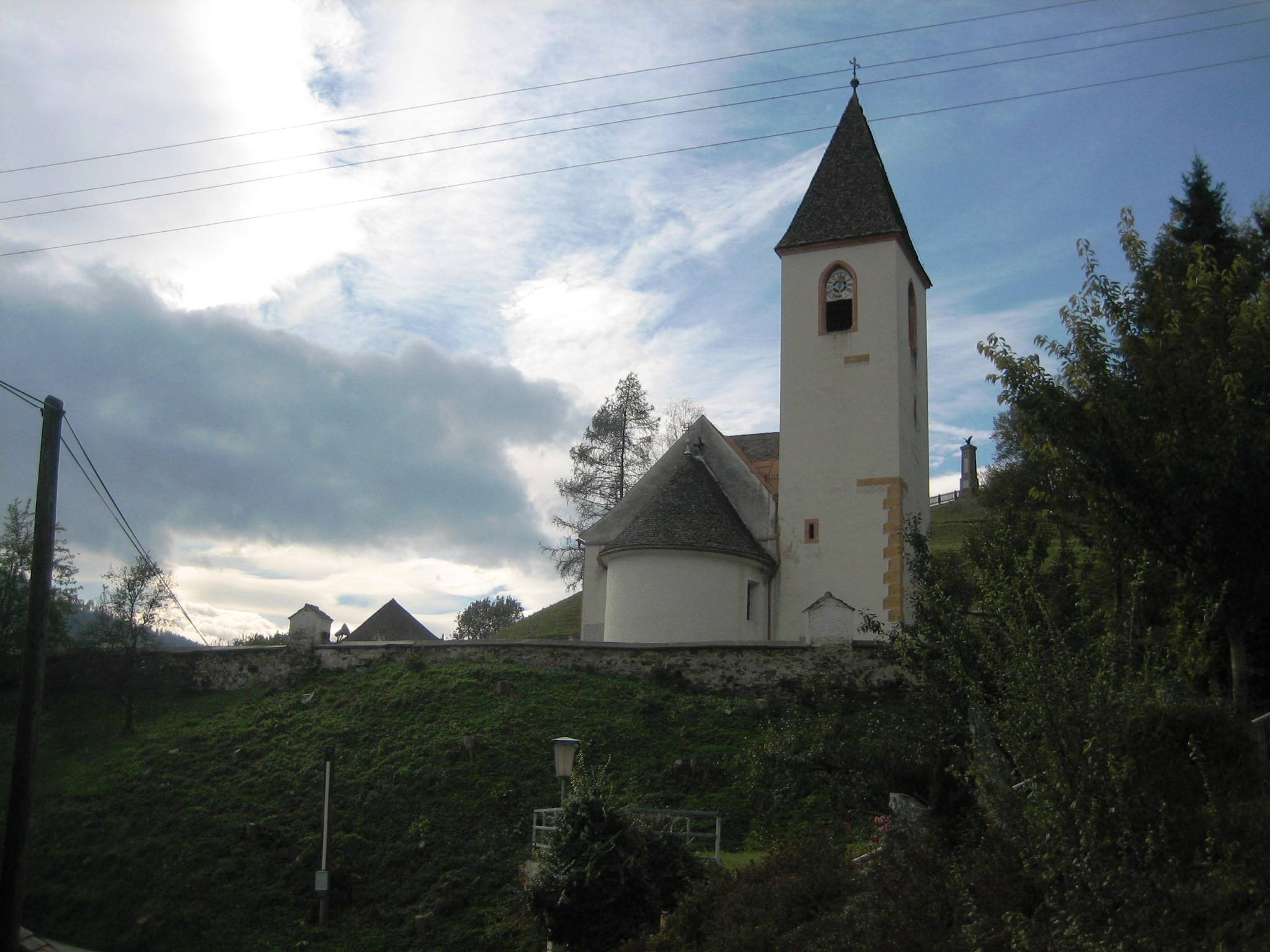
Katholische Pfarrkirche St. Georgen unter Straßburg

Die römisch-katholische Pfarrkirche St. Georgen unter Straßburg steht isoliert auf halber Hanghöhe in der Ortschaft St. Georgen in der Stadtgemeinde Straßburg im Bezirk Sankt Veit an der Glan in Kärnten. Die Kirche und der Friedhof stehen unter Denkmalschutz (Listeneintrag).

## Geschichte
1044 schenkte Hemma von Gurk dem von ihr gestifteten Frauenkloster Gurk den Hof St. Georgen. Demnach könnte St. Georgen eine Eigenkirche der heiligen Hemma gewesen sein. 1326 wird St. Georgen als Filiale von Hohenfeld genannt, um 1340 gehörte sie zur Pfarre Straßburg.

## Architektur
Über ihr ragt in Hanglage der Obelisk des Kriegerdenkmals von 1923 empor.
Die Kirche ist ein kleiner, im Kern romanischer Bau, ein Langhaus mit einer Rundapsis. Er wurde im Barock verändert. Der mächtige gotische Turm an der Nordseite des Langhauses besitzt profilierte Schallöffnungen und wird von einem Pyramidendach bekrönt. Eine Glocke goss 1620 Heinrich Reinhard, eine zweite 1847 Vinzenz Gollner. An der Westseite des Langhauses ist eine zweigeschoßige Vorhalle angebaut. Das Westportal stammt aus dem Barock.
Die Flachdecke im Langhaus ist mit spätbarocken Stuckfeldern geschmückt. Ein breiter, runder Triumphbogen verbindet das Langhaus mit dem Chor. Ein spätgotisches Rundbogenportal führt in die kreuzrippengewölbte Sakristei im Turmerdgeschoß.

## Einrichtung
Der Hochaltar mit einem Viersäulenaufbau entstand im ersten Drittel des 17. Jahrhunderts. Er zeigt schon klassizistischen Einfluss. Das Mittelbild stellt den heiligen Georg dar. Zwischen den Säulen stehen die Figuren der Heiligen Sebastian und Florian. Das Jesusmonogramm im Aufsatz flankieren die Heiligen Martin und Georg. Der Tabernakel wird vom Lamm Gottes bekrönt.
Der Flügelaltar an der Nordwand aus dem ersten Drittel des 17. Jahrhunderts zeigt im Aufsatz ein Marienkrönungsrelief und trägt eine um 1430/1440 gefertigte Schnitzfigur der heiligen Agathe. An der Brüstung der um 1690 entstandenen Kanzel sind die gemalte Darstellung des Salvator Mundi und zwei Evangelisten zu sehen. An der Westempore sind vier Flügel eines ehemaligen Flügelaltars sowie Schnitzfiguren zweier weiblicher Heiliger aus der Mitte des 18. Jahrhunderts angebracht. Große Teile der Einrichtung stammen aus der ehemaligen Filialkirche hl. Agathe in Mellach.